# Рапаччоли, Франческо Анджело
Франческо Анджело Рапаччоли (итал. Francesco Angelo Rapaccioli; 1605, Рим, Папская область — 15 мая 1657, там же) — итальянский куриальный кардинал и доктор обоих прав. Регент Апостольской канцелярии с 14 декабря 1634 по 12 декабря 1636. Генеральный казначей Апостольской Палаты с 1 марта 1642 по 13 июля 1643. Епископ Терни с 18 октября 1646 по 29 мая 1656. Про-камерленго Священной Коллегии кардиналов с 1 января 1655 по 10 января 1656. Камерленго Священной Коллегии кардиналов с 10 января 1656 по 15 января 1657. Кардинал-священник с 13 июля 1643, с титулом церкви Санта-Мария-ин-Виа с 14 декабря 1643 по 21 ноября 1650. Кардинал-священник с титулом церкви Санта-Чечилия с 21 ноября 1650 по 15 мая 1657.